# Per Frimann
Per Frimann Hansen (ur. 4 czerwca 1962 w Gladsaxe) – duński piłkarz grający na pozycji pomocnika.

## Kariera klubowa
Karierę piłkarską Frimann rozpoczął w klubie Akademisk BK ze stolicy Danii, Kopenhagi. W 1980 roku zadebiutował w jego barwach w duńskiej pierwszej lidze. W Akademisk BK grał przez jeden sezon, a w 1981 roku przeszedł do innego pierwszoligowca, Kjøbenhavns Boldklub, ówczesnego mistrza kraju. W KB rozegrał 15 meczów i strzelił 3 gole.
Na początku 1982 roku Frimann przeszedł do belgijskiego Anderlechtu, w składzie którego był drugim Duńczykiem obok Mortena Olsena. Podczas pobytu w Anderlechcie w późniejszych latach grał również z innymi rodakami, Henrikiem Andersenem i Frankiem Arnesenem. Swój pierwszy sukces z Anderlechtem odniósł w 1983 roku, gdy zdobył Puchar UEFA (wystąpił w wygranym 1:0 i zremisowanym 1:1 meczach finałowych z Benfiką Lizbona). W 1985 roku wywalczył pierwszy tytuł mistrza Belgii, który obronił w dwóch kolejnych sezonach. Z kolei w 1988 roku Duńczyk zdobył Puchar Belgii. W Anderlechcie przez 7 sezonów rozegrał 158 meczów i zdobył 32 gole.
W 1988 roku Frimann wrócił do Danii i do końca roku grał w Aarhus GF. Zdobył z nim Puchar Danii. W 1989 roku został piłkarzem stołecznego Brøndby IF. W 1990 roku został z nim mistrzem kraju, a po sezonie zakończył karierę z powodu kontuzji.
| Sezon   | Klub                 | Kraj   | Rozgrywki   | Mecze | Bramki |
| ------- | -------------------- | ------ | ----------- | ----- | ------ |
| 1980    | Akademisk BK         | Dania  | 1. division | ?     | ?      |
| 1981    | Kjøbenhavns Boldklub | Dania  | 1. division | 15    | 5      |
| 1981/82 | RSC Anderlecht       | Belgia | Division I  | 11    | 3      |
| 1982/83 | RSC Anderlecht       | Belgia | Division I  | 32    | 6      |
| 1983/84 | RSC Anderlecht       | Belgia | Division I  | 22    | 3      |
| 1984/85 | RSC Anderlecht       | Belgia | Division I  | 31    | 8      |
| 1985/86 | RSC Anderlecht       | Belgia | Division I  | 35    | 9      |
| 1986/87 | RSC Anderlecht       | Belgia | Division I  | 6     | 0      |
| 1987/88 | RSC Anderlecht       | Belgia | Division I  | 21    | 3      |
| 1988    | Aarhus GF            | Dania  | 1. division | 7     | 0      |
| 1989    | Brøndby IF           | Dania  | 1. division | 7     | 3      |
| 1990    | Brøndby IF           | Dania  | 1. division | 21    | 3      |

## Kariera reprezentacyjna
W reprezentacji Danii Frimann zadebiutował 12 października 1983 roku w wygranym 6:0 meczu eliminacji do Euro 84 z Luksemburgiem. W 1986 roku został powołany przez selekcjonera Seppa Piontka do kadry na Mistrzostwa Świata w Meksyku. Tam był rezerwowym i nie rozegrał żadnego spotkania. W 1988 roku Frimann był w składzie Danii na Euro 88 i zagrał tam w jednym spotkaniu, przegranym 0:2 z Włochami. Od 1983 do 1989 roku rozegrał w kadrze narodowej 17 meczów i strzelił jednego gola.
Frimann grał też w reprezentacji olimpijskiej. W 1988 roku awansował z nią na Igrzyska Olimpijskie w Seulu. Jednak Dania nie wystąpiła na nich, gdyż Frimann był nieuprawniony do występu w kwalifikacyjnym meczu z Polską (2:0) w Szczecinie, w efekcie czego Danii odebrano punkty za zwycięstwo.